# Kamen Rider Kūga
Kamen Rider Kūga (仮面ライダークウガ? lett. "Motociclista mascherato Kūga") è una serie supereroistica tokusatsu giapponese. È la decima serie del franchise Kamen Rider, prima dell'era Heisei e nei fatti l'ultima a essere basata su un soggetto di Shōtarō Ishinomori. Realizzata in coproduzione fra Ishimori Productions e Toei, venne trasmesso sul canale TV Asahi dal 30 gennaio 2000 al 21 gennaio 2001. Kamen Rider Kuuga è la prima serie di Kamen Rider ad essere trasmessa in formato widescreen.

## Trama
Anni fa, la tribù dei Grongi terrorizzò i Linto (リント Rinto), finché un guerriero chiamato Kūga apparve e sconfisse i Grongi, sigillando il loro capo in una caverna. Nel presente, un giovane talentuoso di nome Yusuke Godai si ritrova collegato alla misteriosa cintura ritrovata nella caverna, mentre i Grongi tornano in vita riprendendo il loro sanguinoso gioco ai danni dei discendenti dei Linto, gli esseri umani. Sta a Godai, insieme alla polizia scientifica, usare i poteri di Kūga per fermare i Grongi.

## Personaggi

### Personaggi principali e secondari
Yusuke Godai/Kamen Rider Kuuga (五代 雄介/仮面ライダー クウガ, Godai Yūsuke/Kamen Raidā Kūga)
Il protagonista della serie. Yusuke è un giovane avventuriero dai numerosi talenti (dice di possedere 2000 abilità diverse), e dal carattere positivo e ottimista, rappresentato dal suo gesto caratteristico del pollice in alto. Nato l'8 marzo 1975, ha perso il padre, un fotografo di guerra, quando aveva 6 anni e sua madre quando ne aveva 18. Lavora come aiutante al Café Pole Pole e ha una sorella più giovane, Minori, a cui è molto affezionato.
Entrato in possesso dell'Arcle (アークル, Ākuru), un antico artefatto simile a una cintura, Yusuke può trasformarsi in Kamen Rider Kuuga per combattere contro i Grongi, deciso a proteggere le persone innocenti dalla loro malvagità. Viene classificato dalla polizia come Forma di Vita Non identificata #4 (il suo mezzo di trasporto principale è la moto TryChaser 2000 (トライチェイサー2000, Torai Cheisā Nisen, TRCS-2000), e successivamente una variante potenziata, la BeatChaser 2000 (ビートチェイサー2000, Bīto Cheisā Nisen, BTCS-2000). Kūga possiede diverse forme:
- Forma Crescente (グローイングフォーム Gurōingu Fōmu, Growing Form): la forma base e più debole di Kuuga, è rappresentata dal bianco e ricorda una larva d'insetto. In questa forma, la forza di Kūga è ridotta a un terzo della Forma Potente, e le corna sono meno sviluppate. Kūga può regredire alla Forma Crescente in seguito allo sforzo fisico provocato dalle altre forme, o se viene ferito gravemente in un combattimento, dopodiché non può ritrasformarsi per circa due ore. All'inizio della serie, questa forma viene classificata dalla polizia come Forma di Vita Non identificata #2.
- Forma Potente (マイティフォーム Maiti Fōmu, Mighty Form): la forma principale e più versatile di Kūga, è rappresentata dal rosso e ricorda come aspetto un cervo volante. È usata soprattutto per i combattimenti corpo a corpo. Nel corso della serie, Kūga ottiene una versione potenziata di questa forma, la Forma Potente Ascendente (ライジングマイティ Raijingu Maiti, Rising Mighty). Un ulteriore potenziamento di questa forma è la Forma Potente Stupefacente (アメージングマイティ Amējingu Maiti, Amazing Mighty), rappresentata dal nero.
- Forma del Drago (ドラゴンフォーム Doragon Fōmu, Dragon Form): la prima forma alternativa di Kūga, è rappresentata dal blu e simboleggia l'acqua. In questa forma, Kūga diventa molto più agile e veloce, e può spiccare salti altissimi, sacrificando però la sua forza fisica. Per sopperire a questo svantaggio, Kūga può trasformare qualsiasi oggetto simile a un bastone nell'Asta del Drago (ドラゴンロッド Doragon Roddo, Dragon Rod). Più avanti, Kūga ottiene una versione potenziata di questa forma, la Forma del Drago Ascendente (ライジングドラゴン Raijingu Doragon, Rising Dragon).
- Forma del Pegaso (ペガサスフォーム Pegasasu Fōmu, Pegasus Form): la seconda forma alternativa di Kūga, è rappresentata dal verde e simboleggia il vento. In questa forma, Kūga ottiene vista, udito e riflessi sovraumani, e utilizza come arma la Balestra del Pegaso (ペガサスボウガン Pegasasu Bōgan, Pegasus Bowgun), ottenuta trasformando una pistola, per colpire i nemici da grandi distanze con estrema precisione. A causa dello sforzo fisico necessario per concentrare i suoi nuovi sensi, Kūga può mantenere questa forma solo per circa 50 secondi, per poi regredire alla Forma Crescente. La versione potenziata di questa forma è la Forma del Pegaso Ascendente (ライジング ペガサス Raijingu Pegasasu, Rising Pegasus).
- Forma del Titano (タイタンフォーム Taitan Fōmu, Titan Form): la terza forma alternativa di Kūga, è rappresentata dal viola e simboleggia la terra. Kūga viene protetto da un'armatura che rallenta i suoi movimenti, rendendolo però quasi invulnerabile alla maggior parte degli attacchi. Per combattere i nemici in questa forma, Kūga può evocare la Spada del Titano (タイタンソード Taitan Sōdo, Titan Sword), di solito trasformando il manubrio della sua moto. La versione potenziata di questa forma è la Forma del Titano Ascendente (ライジン グタイタン Raijingu Taitan, Rising Titan).
- Forma Definitiva (アルティメットフォーム Arutimetto Fōmu, Ultimate Form): la forma finale di Kūga, è rappresentata dal nero e include tutti i poteri delle altre forme. Viene utilizzata da Kūga durante lo scontro finale.

Kaoru Ichijo (一条 薫 Ichijō Kaoru)
Un ispettore della polizia metropolitana di Tokyo, dal carattere serio e sempre ligio al dovere. All'inizio Ichijo mal sopporta la personalità di Yusuke, considerandolo avventato e irresponsabile, ma diventa il suo principale alleato e collegamento con la polizia dopo essere stato salvato dall'attacco dei Grongi e aver assistito alla trasformazione di Yusuke. È nato il 18 aprile 1974, ed è diventato un poliziotto seguendo le orme di suo padre, morto in servizio mentre stava salvando delle persone. Sapendo di fare la cosa giusta, Ichijo tende anche ad ignorare i regolamenti della polizia, dando a Yusuke la TryChaser 2000 e, successivamente, la BeatChaser 2000.
Sakurako Sawatari (沢渡 桜子 Sawatari Sakurako)
Un'amica d'infanzia di Yusuke e una studentessa dell'Università di Jonan, si occupa della traduzione del linguaggio dei Linto per aiutare Yusuke a scoprire i segreti dei suoi poteri. È nata il 30 ottobre 1976.
Minori Godai (五代 みのり Godai Midori)
La sorella minore di Yusuke, lavora come maestra in un asilo nido.
Tamasaburo Kazari (飾 玉三郎, Kazari Tamasaburō)
Un amico di vecchia data del padre di Yusuke e Minori, e proprietario del Cafè Pole Pole. È un uomo un po' sciocco ma di buon cuore, e viene soprannominato "zietto" dai suoi conoscenti. Il suo passatempo preferito è collezionare ritagli di giornale sulle imprese di Kūga, ignorando la doppia identità di Yusuke.
Shuichi Tsubaki (椿 秀一, Tsubaki Shūichi)
Un ex-compagno di liceo di Ichijo, lavora come dottore all'Università di Medicina di Kanto. Si occupa di eseguire controlli sul corpo di Yusuke dopo ogni battaglia, e svolge autopsie sui corpi dei Grongi e delle loro vittime per stabilire le cause della morte.
Hikari Enokida (榎田 ひかり, Enokida Hikari)
Una ricercatrice dell'Istituto Scientifico di Polizia, il suo compito è di sviluppare nuovi sistemi ed equipaggiamenti per combattere i Grongi. Ha un figlio piccolo, Sayuru, con cui non riesce a trascorrere molto tempo insieme a causa del proprio lavoro.
Gouram (ゴウラム, Gōramu)
Un'antica entità artificiale a forma di cervo volante, che in passato aiutò il primo Kūga a combattere contro i Grongi. Rinvenuto nel presente dagli stessi scavi dei Linto, Gouram si risveglia e assimila diversi parti metalliche per rigenerarsi, desideroso di aiutare il suo antico padrone ancora una volta. Gouram può essere invocato da Kūga e unirsi alla sua moto per aumentarne la potenza e la velocità, diventando così TryGouram (トライゴウラム Toraigōramu),  e successivamente BeatGouram (ビートゴウラム Bīto Gōramu).

### Grongi
La Tribù dei Grongi (グロンギ族 Gurongi Zoku) sono gli antagonisti principali della serie. Mostri dalla forma umanoide, i Grongi in passato avevano combattuto i Linto attraverso un sanguinoso gioco rituale chiamato Gegeru (ゲゲル Gegeru), ma vennero sconfitti e poi sigillati dal primo Kūga. Dopo essere stati accidentalmente liberati nel presente dalla tomba in cui erano stati rinchiusi, i Grongi ricominciano il Gegeru attaccando gli esseri umani, i discendenti dei Linto. Vengono generalmente chiamati dalla polizia come Forme di Vita non Identificate (未確認生命体 Mikakunin Seimeitai). L'obbiettivo del Gegeru è causare un evento noto come "Oscurità Definitiva", in cui gli umani diventeranno brutali e selvaggi come i Grongi.
I Grongi comunicano utilizzando il loro linguaggio (una versione cifrata del giapponese), ma sono anche in grado di parlare la lingua umana. Ognuno di loro ha un tatuaggio, visibile quando assumono una forma umana, che rappresenta la loro vera natura. Quando partecipano al Gegeru, utilizzano un braccialetto come segnapunti, mentre più avanti si servono di un abaco per tenere il conto delle loro uccisioni. Il nome completo di ogni Grongi segue lo schema rango-nome proprio-tipo:
- il rango indica il gruppo a cui appartengono: Zu, il gruppo più debole; Me, i Grongi di livello intermedio; Go, il gruppo più forte; Ra, i "giudici" del Gegeru; Nu, i Grongi che forgiano armi e oggetti per gli altri gruppi
- il nome proprio è un riferimento all'animale o essere su cui si basano i loro poteri
- il tipo indica la specie di appartenenza: Ba per insetti e aracnidi; Gu per le creature volanti; Da per i mammiferi; Gi per le creature marine; Re per i rettili e gli anfibi; De per le piante

N-Daguva-Zeba (ン･ダグバ･ゼバ N Daguba Zeba)
Il leader dei Grongi, basato su un cervo volante bianco (kuwagatamushi), è l'antagonista principale della serie e il più potente di tutti i Grongi. Viene classificato dalla polizia come Forma di Vita non Identificata #0, mentre la sua forma umana è conosciuta come B13. Daguva è un guerriero spietato che disprezza i deboli, al punto da uccidere 152 dei suoi seguaci perché ritenuti indegni di partecipare al Gegeru. Vede Kūga come l'unico avversario degno di affrontarlo, e spera di poterlo corrompere trasformandolo in un mostro assassino come lui. Daguva e Kūga si affrontano in un combattimento violentissimo, in cui arrivano a prendersi a pugni anche dopo aver perso i loro poteri e regredendo alla forma umana, e Daguva muore a causa delle troppe ferite riportate. Il suo tatuaggio si trova in mezzo alla fronte.
Ra-Baruba-De (ラ･バルバ･デ Ra Baruba De)
Una Grongi basata su una rosa (bara), è la prima dei due giudici Grongi a fare la sua comparsa, seguendo il Gegeru dei gruppi Zu e Me. Viene classificata dalla polizia come Forma di Vita non Identificata B1, e appare come una donna bellissima con un tatuaggio a forma di rosa sulla fronte. La sua vera forma non viene mai rivelata durante la serie, salvo alcuni momenti in cui punisce Gooma per le sue azioni. Verso la fine della serie, rivela a Ichijo il vero piano dei Grongi, e successivamente il detective la uccide servendosi dei nuovi proiettili spezza-nervi in dotazione alla polizia.
Ra-Dorudo-Gu (ラ･ドルド･グ Ra Dorudo Gu)
Un Grongi basato su un condor (kondoru), è il secondo membro del rango Ra a fare la sua comparsa, e supervisiona il Gegeru del gruppo Go. Viene classificato dalla polizia come Forma di Vita non Identificata 47, mentre la sua forma umana è conosciuta come B9. Appare come un uomo vestito di nero con indosso un mantello bianco, e trasporta un abaco per tenere il conto delle uccisioni degli altri Grongi. Quando l'abaco viene distrutto da Ichijo, Dorudo crede di aver perso il suo scopo, e si ritrova a combattere contro Go-Gadoru-Ba per aver fallito come giudice. Durante la fuga, Dorudo muore crivellato di colpi dagli agenti di polizia Sugita e Sakurai con i nuovi proiettili spezza-nervi.
Nu-Zajio-Re (ヌ･ザジオ･レ Nu Zajio Re)
Un Grongi basato su una salamandra (sanshōuo), è l'unico membro rimasto del suo gruppo. Viene classificato dalla polizia come Forma di Vita non Identificata B14. Appare come un vecchio con indosso degli occhiali da sole, e il suo compito è di preparare le armi utilizzate dagli altri Grongi durante il Gegeru. In seguito viene ucciso da Daguva, non prima di aver completato la sua armatura. Come Baruba, la vera forma di Zajio non viene mai rivelata durante la serie.

## Episodi
| Nº   | Titolo italiano Giapponese 「Kanji」 - Rōmaji       | In onda           | In onda |
| Nº   | Titolo italiano Giapponese 「Kanji」 - Rōmaji       | Giapponese        |         |
| 1    | Rinascita 「復活」 - Fukkatsu                       | 30 Gennaio 2000   |         |
| 2    | Trasformazione 「変身」 - Henshin                   | 6 Febbraio 2000   |         |
| 3    | Tokyo 「東京」 - Tōkyō                              | 13 Febbraio 2000  |         |
| 4    | Scatto 「疾走」 - Shissō                            | 20 Febbraio 2000  |         |
| 5    | Distanza 「距離」 - Kyori                           | 27 Febbraio 2000  |         |
| 6    | Drago Azzurro 「青龍」 - Seiryū                     | 5 Marzo 2000      |         |
| 7    | Lutto 「傷心」 - Shōshin                            | 12 Marzo 2000     |         |
| 8    | Arciere 「射手」 - Shashu                           | 19 Marzo 2000     |         |
| 9    | Fratelli 「兄妹」 - Kyōdai                          | 26 Marzo 2000     |         |
| 10   | Ferocia 「熾烈」 - Shiretsu                         | 2 Aprile 2000     |         |
| 11   | Promessa 「約束」 - Yakusoku                        | 9 Aprile 2000     |         |
| 12   | Insegnante 「恩師」 - Onshi                         | 16 Aprile 2000    |         |
| 13   | Sospetto 「不審」 - Fushin                          | 23 Aprile 2000    |         |
| 14   | Presagio 「前兆」 - Zenchō                          | 30 Aprile 2000    |         |
| 15   | Corazza 「装甲」 - Sōkō                             | 7 Maggio 2000     |         |
| 16   | Credo 「信条」 - Shinjō                             | 14 Maggio 2000    |         |
| 17   | Preparazione 「臨戦」 - Rinsen                      | 21 Maggio 2000    |         |
| 18   | Perdita 「喪失」 - Sōshitsu                         | 28 Maggio 2000    |         |
| 19   | Artefatto 「霊石」 - Reiseki                        | 4 Giugno 2000     |         |
| 20   | Sorriso 「笑顔」 - Egao                             | 11 Giugno 2000    |         |
| 21   | Segreti 「暗躍」 - An'yaku                          | 25 Giugno 2000    |         |
| 22   | Gioco 「遊戯」 - Yūgi                               | 2 Luglio 2000     |         |
| 23   | Disagio 「不安」 - Fuan                             | 9 Luglio 2000     |         |
| 24   | Rafforzamento 「強化」 - Kyōka                      | 16 Luglio 2000    |         |
| 25   | Vagare 「彷徨」 - Hōkō                              | 23 Luglio 2000    |         |
| 26   | Me Stesso 「自分」 - Jibun                          | 30 Luglio 2000    |         |
| 27   | Increspatura 「波紋」 - Hamon                       | 6 Agosto 2000     |         |
| 28   | Chiarimento 「解明」 - Kaimei                       | 13 Agosto 2000    |         |
| 29   | Incroci 「岐路」 - Kiro                             | 20 Agosto 2000    |         |
| 30   | Destino 「運命」 - Unmei                            | 27 Agosto 2000    |         |
| 31   | Ritorsione 「応戦」 - Ōsen                          | 3 Settembre 2000  |         |
| 32   | Ostacolo 「障害」 - Shōgai                          | 10 Settembre 2000 |         |
| 33   | Cooperazione 「連携」 - Renkei                      | 17 Settembre 2000 |         |
| 34   | Tremito 「戦慄」 - Senritsu                         | 1 Ottobre 2000    |         |
| 35   | Emozione 「愛憎」 - Aizō                            | 8 Ottobre 2000    |         |
| 36   | Complicazione 「錯綜」 - Sakusō                     | 15 Ottobre 2000   |         |
| 37   | Avvicinamento 「接近」 - Sekkin                     | 22 Ottobre 2000   |         |
| 38   | Transizione 「変転」 - Henten                       | 29 Ottobre 2000   |         |
| 39   | Gooma 「強魔」 - Gōma                               | 12 Novembre 2000  |         |
| 40   | Impulso 「衝動」 - Shōdō                            | 19 Novembre 2000  |         |
| 41   | Controllo 「抑制」 - Yokusei                        | 26 Novembre 2000  |         |
| 42   | Campo di Battaglia 「戦場」 - Senjō                 | 3 Dicembre 2000   |         |
| 43   | Realtà 「現実」 - Genjitsu                          | 10 Dicembre 2000  |         |
| 44   | Crisi 「危機」 - Kiki                               | 17 Dicembre 2000  |         |
| 45   | Arcinemico 「強敵」 - Kyōteki                       | 24 Dicembre 2000  |         |
| 46   | Indomabile 「不屈」 - Fukutsu                       | 31 Dicembre 2000  |         |
| 46.5 | Il primo sogno dell'anno nuovo 「変身」 - Hatsuyume | 2 Gennaio 2001    |         |
| 47   | Decisione 「決意」 - Ketsui                         | 7 Gennaio 2001    |         |
| 48   | Kuuga 「空我」 - Kūga                               | 14 Gennaio 2001   |         |
| 49   | Yusuke 「雄介」 - Yūsuke                            | 21 Gennaio 2001   |         |

La serie si compone di 49 episodi regolari, più quattro episodi speciali. Il titolo di ogni episodio è composto da soli due kanji.

## Manga
Nel 2014 è iniziato un adattamento manga sulla rivista Monthly Hero's scritto da Toshiki Inoue (uno sceneggiatore della serie) e disegnato da Hitotsu Yokoshima, che aggiunge i personaggi di Kamen Rider Agito. Il manga è pubblicato anche in inglese, spagnolo e portoghese.